# Abildå
Abildå är ett vattendrag i Danmark.   Det ligger i kommunerna Herning och Ringkøbing-Skjern  i Region Mittjylland. Ån har flera källor, bland ett något norr om byn Abildå. Ån mynnar i Vorgod Å och via den och Skjern Å når vattnet Nordsjön. Det finns ingen större fisk i ån, men däremot har det satts ut yngel i den.